# Julian Barbour
Julian Barbour (ur. 1937) – brytyjski fizyk teoretyk i historyk nauki; badacz grawitacji w wersji kwantowej oraz dziejów mechaniki.
Po uzyskaniu doktoratu z fizyki na Uniwersytecie w Kolonii skończył pracę w instytucjach akademickich. Zamieszkał w Anglii, niedaleko Banbury.

## Fizyka bez czasu
W książce The End of Time opublikowanej w 1999 r. (Koniec czasu) Barbour przedstawił swój kontrowersyjny pogląd na temat „bezczasowej fizyki”, zgodnie z którym czas, którego upływ odczuwamy, istnieje tylko jako iluzja, a wiele problemów fizycznych ma swoje źródło w przekonaniu, że istnieje on realnie. Wskazał on, że nie mamy żadnego dowodu na istnienie przeszłości innego niż nasza pamięć, a też przyszłości, innego niż nasze przekonanie o jej istnieniu. Iluzja czasu jest spowodowana przez zmiany zachodzące w świecie.
Teoria Barboura jest bardziej sceptyczna niż teoria wszechświata blokowego, gdyż neguje nie tylko upływ czasu, lecz też istnienie wymiaru czasowego. Filozof J.M.E. McTaggart doszedł do podobnych wniosków w opublikowanym w 1908 r. tekście „The Unreality of Time”.

### Krytyka
Amerykański fizyk Lee Smolin niejednokrotnie odwoływał się do idei Barboura w swoich publikacjach, jest jednak bardzo krytyczny w stosunku do propozycji Brytyjczyka, ponieważ sam jest zwolennikiem teorii czasu, zgodnie z którą czas jest realny, a nie stanowi wyłącznie iluzji. W wydanej w 2013 r. książce „Time Reborn” wskazuje on, że czas jest zarówno realny, jak i ma fundamentalne znaczenie. Smolin uznaje, że niektórzy fizycy błędnie odrzucają realność czasu, ponieważ mylą swoje abstrakcyjne modele matematyczne z rzeczywistością. Stawia również hipotezę zgodnie z którą prawa fizyki nie są stałe, lecz zmieniają się wraz z upływem czasu.
Fizyk teoretyczny Sean Carroll również krytykował koncepcję Barboura, uznając ją za bezużyteczną.

## Publikacje
Do 2021 roku Julian Barbour opublikował kilka książek, z których dwie ukazały się również po polsku:
- 1999: The End of Time: The Next Revolution in our Understanding of the Universe, Oxford University Press. ISBN 0-297-81985-2; ISBN 0-19-511729-8 (paperback: ISBN 0-7538-1020-4)

- 2018: Koniec czasu. Nowa rewolucja w fizyce, tłum. Tomasz Lanczewski, Copernicus Center Press, ISBN 978-83-7886-363-2.

- 2001: The Discovery of Dynamics: A Study from a Machian Point of View of the Discovery and the Structure of Dynamical Theories. ISBN 0-19-513202-5
- 2006: Absolute or Relative Motion?. ISBN 0-19-513203-3. Paperback reprinting of The Discovery of Dynamics.
- 2020: The Janus Point: A New Theory of Time, Basic Books, ISBN 978-0465095469.

- 2021: Nowa teoria czasu. Punkt Janusa, tłum. Tomasz Lanczewski, Copernicus Center Press, ISBN 978-83-7886-594-0.

## Prace dotyczące teorii Barboura
- Anderson, Edward (2004) „Geometrodynamics: Spacetime or space?” Ph.D. thesis, University of London.
- Anderson, Edward (2007) „On the recovery of Geometrodynamics from two different sets of first principles”, Stud. Hist. Philos. Mod. Phys. 38: 15.
- Baierlein, R. F., D. H. Sharp, and John A. Wheeler (1962) „Three-dimensional geometry as the carrier of information about time”, Phys. Rev. 126: 1864–1865.
- Max Tegmark (2008) „The Mathematical Universe”, Found. Phys. 38: 101–150.
- Wolpert, D. H. (1992) „Memory Systems, Computation, and The Second Law of Thermodynamics”, International Journal of Theoretical Physics 31: 743–785. Barbour argues that this article supports his view of the illusory nature of time.